# Peltaria emarginata
Peltaria emarginata är en korsblommig växtart som först beskrevs av Pierre Edmond Boissier, och fick sitt nu gällande namn av Heinrich Carl Haussknecht. Peltaria emarginata ingår i släktet penningtravar, och familjen korsblommiga växter. Inga underarter finns listade i Catalogue of Life.